# Hylaeus amiculiformis
Hylaeus amiculiformis är en biart som först beskrevs av Cockerell 1909.  Hylaeus amiculiformis ingår i släktet citronbin, och familjen korttungebin. Inga underarter finns listade i Catalogue of Life.

## Bildgalleri

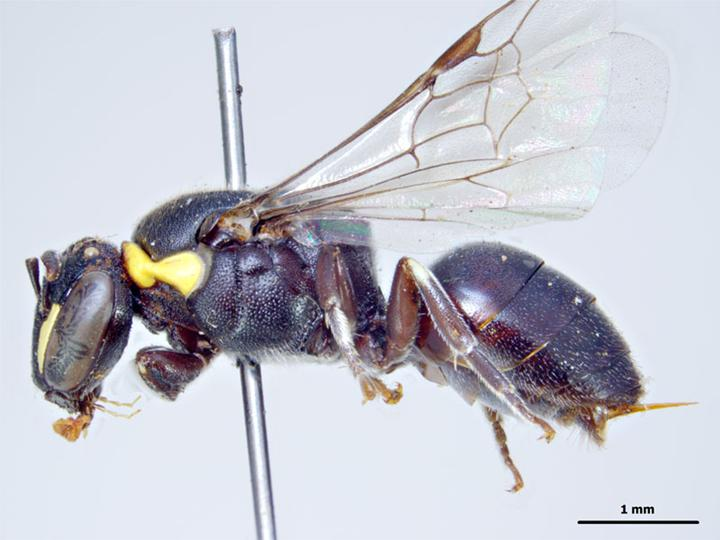
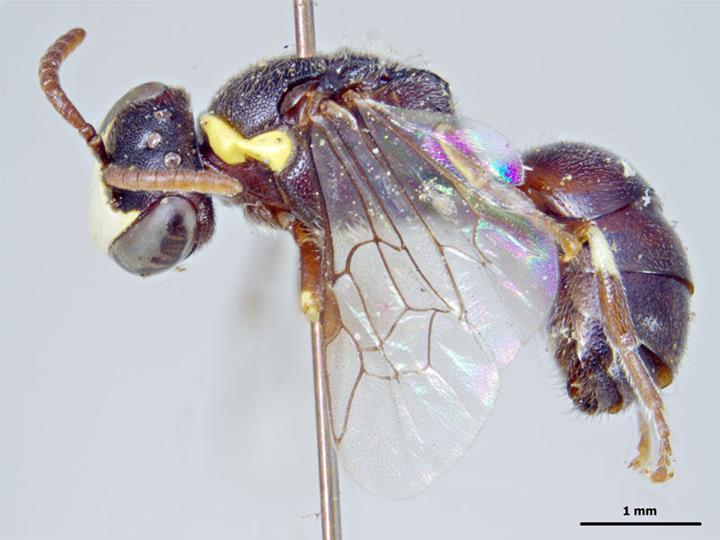